# Kareli (Indien)
Kareli ist eine Stadt sowie eine Gemeinde (Nagar Palika Parishad) im Distrikt Narsimhapur im indischen Bundesstaat Madhya Pradesh.

## Bevölkerung
Gemäß dem 2011 durchgeführten Zensus hatte Kareli 29.929 Einwohner. Davon waren 52 % männlichen und 48 % weiblichen Geschlechts. Kareli hat eine durchschnittliche Alphabetisierungsquote von 92 % und damit mehr als der Landesdurchschnitt von 59,5 %. 95 % der männlichen Bevölkerung können lesen und schreiben, bei der weiblichen Bevölkerung sind es 88 %.